# Bathycotyle
Bathycotyle är ett släkte av plattmaskar. Bathycotyle ingår i familjen Bathycotylidae.
Bathycotyle är enda släktet i familjen Bathycotylidae.
Kladogram enligt Catalogue of Life:
| Bathycotyle | \| \| Bathycotyle branchialis \| \| \| \| \| \| Bathycotyle coryphaenae \| \| \| \| |
|             | \| \| Bathycotyle branchialis \| \| \| \| \| \| Bathycotyle coryphaenae \| \| \| \| |
|             | Bathycotyle branchialis                                                             |
|             |                                                                                     |
|             | Bathycotyle coryphaenae                                                             |
|             |                                                                                     |